# Tierra de Sánnikov
La Tierra de Sánnikov (en ruso: Земля́ Са́нникова) es una isla fantasma localizada en el 
océano Ártico. Su supuesta existencia se convirtió en algo mítico en la Rusia del siglo XIX.

## Historia

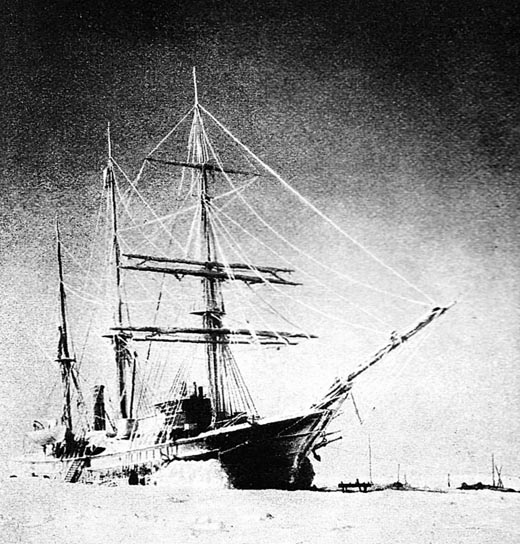
Buque polar Zarya

Yákov Sánnikov y Matvéi Gedenschtrom pretendieron haberla visto durante su expedición cartográfica de 1809-1810 a las islas de Nueva Siberia. Yákov Sánnikov fue el primero en hablar del avistamiento de una "nueva tierra" al norte de la isla Kotelni en 1811 (de ahí el nombre de Tierra de Sánnikov).
En 1886, un explorador alemán báltico al servicio de Rusia, Eduard Toll, dijo haber observado la tierra escurridiza durante una expedición a las islas de Nueva Siberia. En agosto de 1901, durante otra expedición dirigida por Toll, La expedición polar rusa, el barco ártico ruso Zaryá cruzó el mar de Láptev, en busca de la legendaria Tierra de Sánnikov (Zemlyá Sánnikova) pero pronto se vio bloqueado por el hielo a la deriva en las islas de Nueva Siberia. A lo largo del año 1902 los intentos de alcanzar la Tierra de Sánnikov, que se consideraba que estaba más allá de las islas De Long, siguieron mientras Zaryá fue atrapada en hielo rápido. Dejando el barco, el explorador ártico ruso Eduard Toll y tres compañeros desaparecieron definitivamente en noviembre de 1902 mientras viajaban alejándose de la isla Bennett hacia el sur en témpanos sueltos.
A pesar de la intensa búsqueda, al final quedó establecido en la primera mitad del siglo XX que la Tierra de Sánnikov no existe.[cita requerida]
Algunos historiadores y geógrafos, juzgando por otros éxitos de Sánnikov y la presencia de bancos de arena superficiales en la zona de su ubicación, postulan que la Tierra de Sánnikov realmente existe, pero que fue destruida por la erosión costera y se convirtió en un banco de arena sumergido como muchas otras islas, formadas bien de hielo fosilizado o de permafrost. Este proceso de desaparición de islas árticas continúa en el archipiélago de Nueva Siberia. Otros historiadores y geógrafos defienden la hipótesis de que la Tierra de Sánnikov pudo haber sido un espejismo, lo que ocurre con frecuencia en la región Ártica, de la isla Bennett. Otra serie de estudiosos consideran que la Tierra de Sánnikov es una forma de pseudohistoria.

## Apariciones culturales

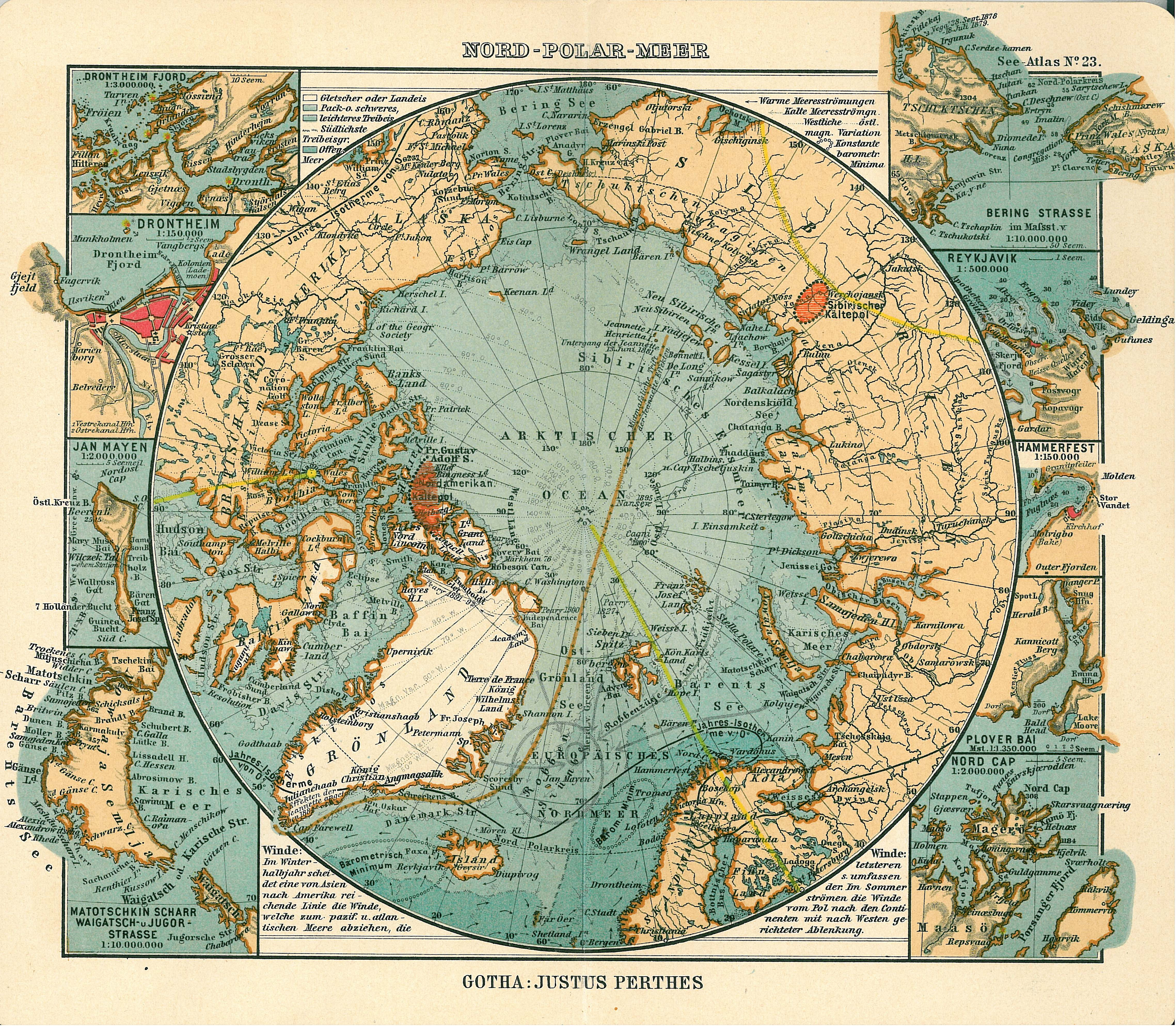
1906 German map showing Sannikov Land north of Kessel (Kotelny) Island

El geólogo y escritor de ciencia ficción ruso Vladímir Óbruchev hizo obra de ficción con esta isla fantasma en su novela Tierra de Sánnikov (1926). En la historia, la isla proporcionaba el último lugar de escape para una tribu de los onkilon (de hecho, este era uno de los nombres más antiguos para los yuit), expulsados del continente por otros pueblos siberianos. Los onkilos de ficción se creían extinguidos, y fueron descubiertos por una pequeña expedición buscando la isla y al final se quedan allí atrapados.
Óbruchev, inspirado por El mundo perdido de Arthur Conan Doyle, proporcionaba una justificación razonable de la posibilidad de los eventos descritos. La isla resultaba ser un cráter de volcán y sitio cálido, calentado por el volcán. Yambién albergaba una tribu de neanderthales (llamados "Vampoo") y mamuts. En el final de la historia el volcán entra en erupción y destruye la tierra.
En 1973, una película de ciencia ficción titulada La Tierra de Sánnikov fue realizada en la URSS.